# Gesprenkelter Kurzkopffrosch
Der Gesprenkelte Kurzkopffrosch (Breviceps adspersus), auch Südafrikanischer Kurzkopffrosch genannt, ist eine im südlichen Afrika vorkommende Art von Froschlurchen aus der Gattung  der Regenfrösche (Breviceps), die zur Familie der Kurzkopffrösche  (Brevicipitidae) gezählt wird.
Den Namen Regenfrösche haben die Froschlurche, weil sie insbesondere nach starken Regenfällen ihre Erdhöhlen verlassen, in denen sie den Großteil ihres Lebens verbringen.

## Verbreitung und Lebensraum

Auf der Karte ist das 2008 erfasste Verbreitungsgebiet des Breviceps adspersus rot hervorgehoben.

Die Art ist ausschließlich in Afrika endemisch, wo sie in Angola, Botswana, Eswatini, Lesotho, Mosambik, Namibia, im südlichen Sambia und Südafrika sowie in Simbabwe vorkommt. Breviceps adspersus besiedeln Lebensräume von bis zu 1400 Höhenmetern.
In Südafrika wurden die Frösche auch in der Nähe von Städten wie Polokwane und Makhanda angetroffen, wo sie unter anderem Parks und Gärten besiedeln, wenn sie geeignete Böden dort finden.
Aufgrund der Vielzahl unterschiedlicher Lebensräume, die der kleine Froschlurch besiedeln kann, und des relativ häufigen Auftretens wurde er von der IUCN als nicht gefährdet eingestuft. Die letzte Beurteilung fand allerdings bereits 2013 statt. Da der Gesprenkelte Kurzkopffrosch auch in zahlreichen Schutzgebieten vorkommt, scheint der Fortbestand der Art nicht gefährdet zu sein.

## Beschreibung
Gesprenkelte Kurzkopffrösche erreichen eine Körperlänge von 3 bis 6 Zentimetern, wobei die Weibchen deutlich größer werden als männliche Frösche. Sie haben einen gedrungenen Körperbau und ein plattes Gesicht. Ihre kurzen, kräftigen Beine eignen sich gut zum Graben im Boden.
Der Gesprenkelte Kurzkopffrosch ist von der Grundfarbe her hell- bis dunkelbraun mit Mustern seitlich der Wirbelsäule, die auch orange und gelbe Farbanteile enthalten. Vom Auge bis zur darunter liegenden Schulter verläuft ein dunkler Streifen. Weibliche Tiere haben eine gefleckte Kehlregion, bei Männchen kann sie entweder gefleckt oder dunkel gefärbt sein.

## Verhalten

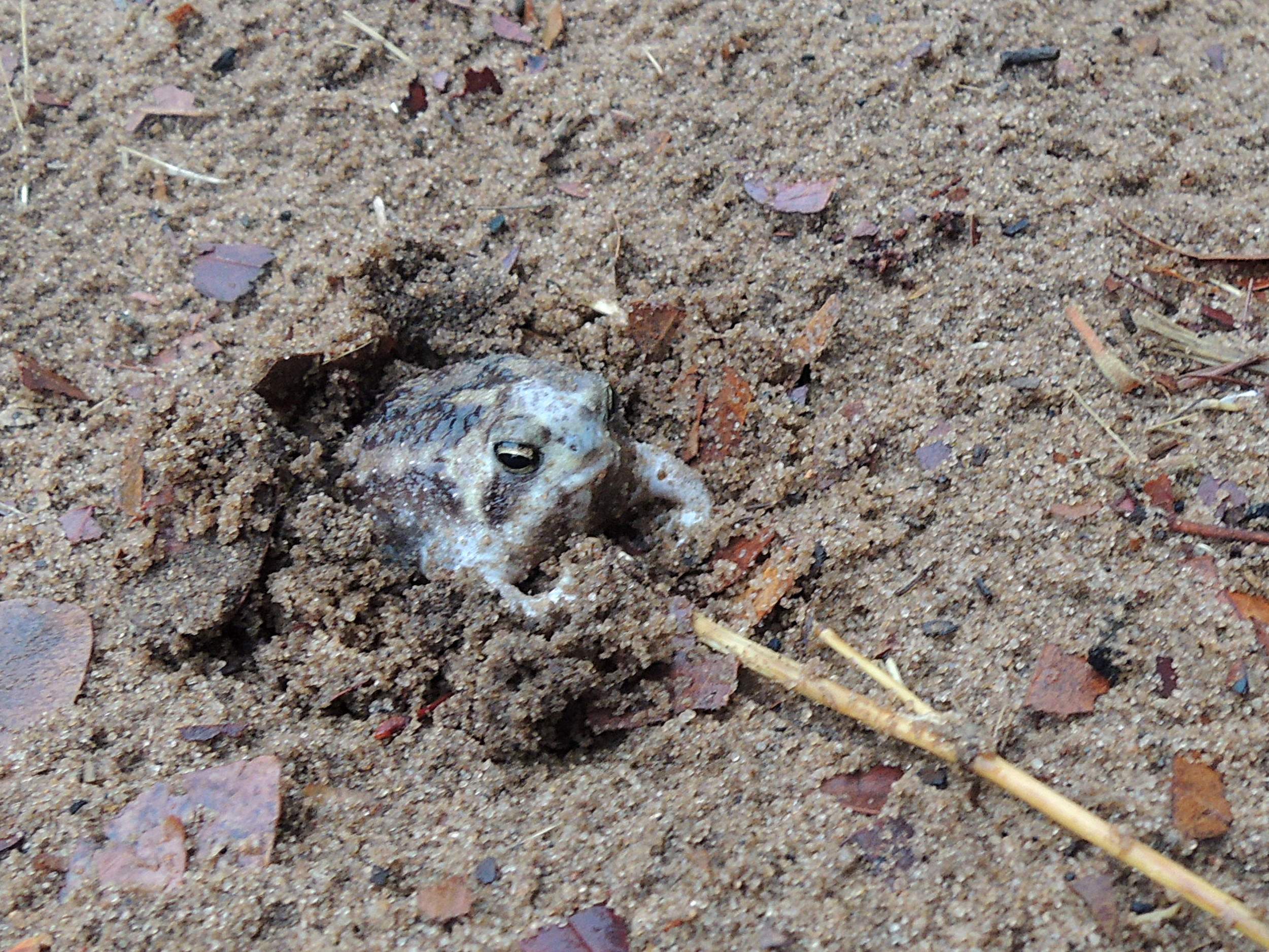
Ein Breviceps adsperus am Eingang seiner Wohnhöhle

Gesprenkelte Kurzkopffrösche leben überwiegend in selbst gegrabenen, unterirdischen Höhlen, die sie nur nach Regen, zum Fressen oder zur Paarung verlassen; vorzugsweise sind sie nachts unterwegs. Im Gegensatz zu anderen Froscharten springen Kurzkopffrösche nicht, sondern sind dafür bekannt, dass sie laufen.

### Die Wohnhöhle
Die Erdhöhlen der Kurzkopffrösche liegen 15 bis 30 Zentimeter unter der Oberfläche, wo der Boden eine gewisse Restfeuchte aufweist. Wenn sich die Frösche bedroht fühlen, blasen sie sich auf, um sich fest in ihrer Höhle zu verankern.

### Fortpflanzung
Regenfrösche pflanzen sich nur in der Regenzeit fort. Nachdem es im Frühling oder im Frühsommer zu den ersten, heftigen Regenfällen kam, kriechen zunächst die männlichen Frösche aus ihren Erdhöhlen. Sie suchen sich eine kleine Vertiefung und beginnen, maximal zwei Meter von ihrem Unterschlupf entfernt, zu rufen. Bei bedecktem Wetter können ihre Rufe über mehrere Tage ununterbrochen andauern, während sie sich bei sonnigem Wetter tagsüber in ihre Höhlen zurückziehen und nur nachts zu hören sind. Bei der Paarung kann das deutlich kleinere Männchen das Weibchen nicht wie bei Fröschen üblich umschlingen (siehe Amplexus); stattdessen bewirkt ein spezielles klebriges Sekret, dass das Männchen während des Nestbaus nicht abfällt. Das Weibchen legt etwa 30 Zentimeter unter der Erde ungefähr 20 bis 50 Eier ab, aus denen keine Kaulquappen schlüpfen, sondern winzige Fröschchen. Die Mutter bleibt bei ihrem Nachwuchs, bis die kleinen Frösche ihr Nest nach etwa sechs Wochen verlassen.

### Ernährung
Diese Art ernährt sich schwerpunktmäßig von Termiten und Ameisen, die mehr als 90 Prozent ihrer Ernährung ausmachen. Weitere Nahrungsquellen sind Flohkrebse, Asseln, die Larven von Tausendfüßern, Raupen und Käfer.

## Systematik

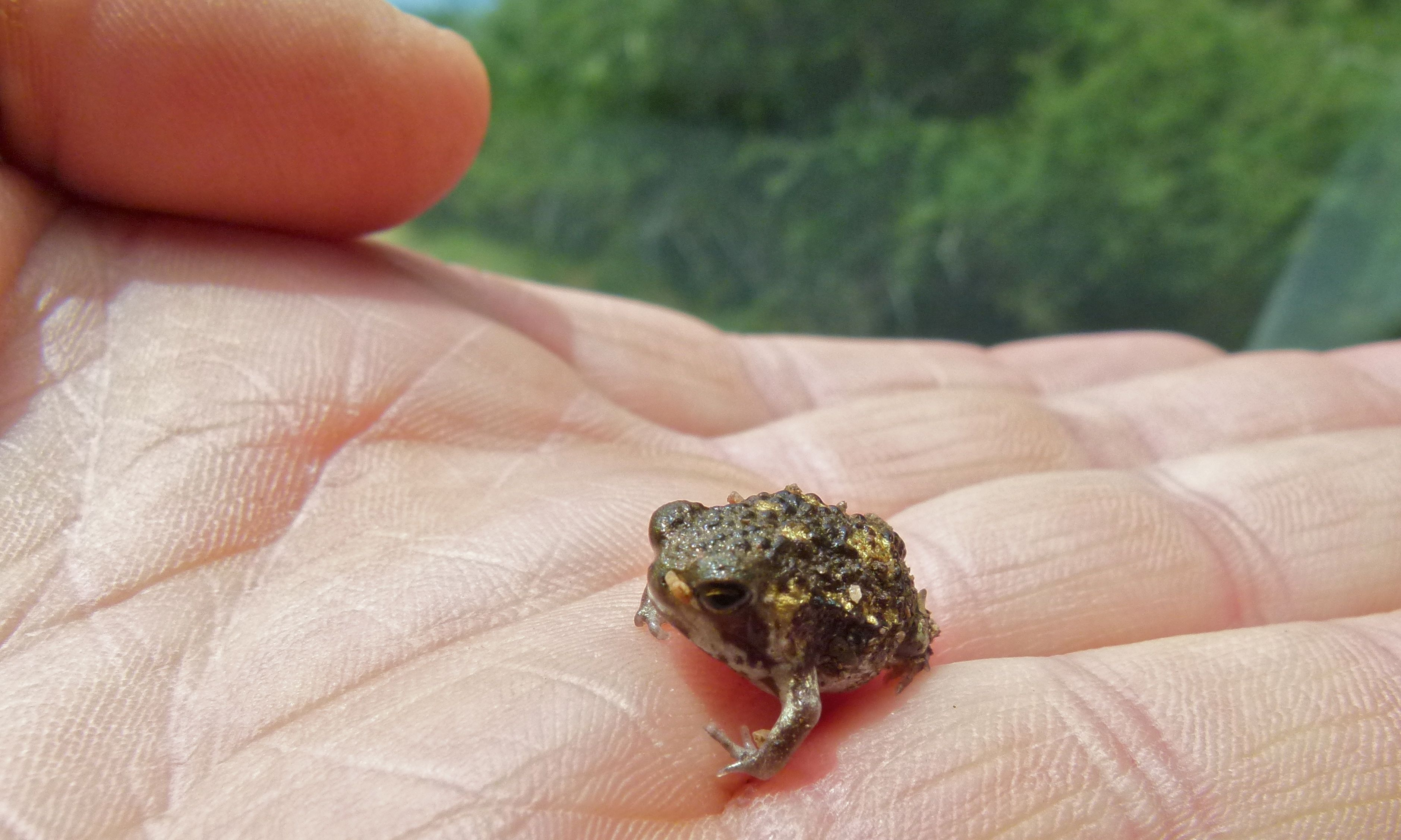
Jungtier auf einer Hand

Der Gesprenkelte Kurzkopffrosch ist eine von insgesamt 21 Arten aus der Gattung der Regenfrösche Breviceps.
Es werden zwei Unterarten unterschieden:
- Breviceps adspersus adspersus bevorzugt halb-trockene Lebensräume mit sandigen oder sandig-lehmigen Böden und ist daher oft in Savannen anzutreffen.[3]
- Breviceps adspersus pentheri ist auch in Regionen mit Grasland, insbesondere im Veld, anzutreffen.[3]

Es kam bereits zu Kreuzungen zwischen Breviceps adspersus und Breviceps mossambicus, was bei der Abgrenzung des jeweiligen Verbreitungsgebietes zu Problemen führte.